# Mendefera
Mendefera (tigrinja: መንደፈራ, bivši naziv: Adi Ugri) je grad u Eritreji. Naziv Mendefera proizlazi iz visokog brijega u središtu grada, koji je izvor ponosa za Eritrejce. Ime znači 'nitko usudio" i podsjetnik je na žestok otpor lokalnih ljudi prema talijanskim kolonizatorima.
Mendefera bio važan grad u Aksumskom carstvu, ali je osnovana još u petom stoljeću prije Krista. Brojne građevine su iskopavane još od 1959. godine, nađeni su križevi i rimski novac. Mnoga područja, uključujući grobnice, još se istražuju. Sada je Mendefera užurban trgovački grad u plodnoj regiji Eritreje, i mjesto gdje male i velike tvornice proizvode različite proizvode.

## Zemljopis
Grad se nalazi u središnjem dijelu Eritreje u blizini Etiopije, na nadmorskoj visini od 1972 metra. Administrativno pripada distriktu Mendefera i regiji Debub čije je i središte. 

## Stanovništvo
Prema podacima iz 2012. godine u gradu živi 25.332 stanovnika, dok na širem gradskom području živi oko 64.000 stanovnika.